# 2515-ös mellékút (Magyarország)
A 2515-ös számú mellékút egy 17,4 kilométeres hosszúságú, négy számjegyű mellékút Borsod-Abaúj-Zemplén vármegyében, a Bükkben.

## Nyomvonala
Miskolc Görömböly városrészében indul, a 3-as főúttól számozódik, a 179. kilométerénél lévő csomóponttól, de a főúttal közvetlenül nem találkozik, mert az átkötő ágak önállóan számozódnak (25 601, 25 607, 25 609, 25 610). A 2+800-as kilométerszelvényétől Miskolc és Mályi határán húzódik, mintegy másfél kilométeren keresztül, majd egy rövid szakaszon Miskolc és Nyékládháza határa közelében halad. Utána átlép Bükkaranyos külterületére, ahol a 7+600-as kilométerszelvényénél beletorkollik a 2514-es út.
Nagyjából a 8+900-as kilométerszelvényénél átlép Harsány területére, majd ott rögtön kiágazik belőle a 25 117-es út. Harsány központját 11,5 kilométer megtétele után éri el, itt találkozik a Csincse-patakkal és ettől kezdve annak völgyében húzódik dél felé. A 15+500-as kilométerszelvényénél átlép Vatta területére, de a település lakott részei elkerüli. Körülbelül a 17+250-as kilométerszelvényénél ágazik ki belőle a 25 116-os út nyugat felé, ezután visszatorkollik a 3-as főútba, annak 157+800-as kilométerszelvényénél, és ott véget ér.
Teljes hossza az országos közutak térképes nyilvántartását szolgáló kira.gov.hu adatbázisa szerint 17,392 kilométer.